# 레 미제라블 (2019년 영화)
《레 미제라블》(프랑스어: Les Misérables)은 2019년 개봉한 프랑스의 드라마 영화이다. 라지 리의 감독 데뷔작이며, 자신의 동명 단편 영화를 장편 제작한 작품이다. 제72회 칸 영화제(2019) 황금종려상 경쟁후보작이며, 영화제 심사위원상을 수상했다. 제92회 아카데미 국제영화상 후보작이다. 제45회 세자르상 작품상, 제25회 뤼미에르상 작품상·각본상 수상작이다.

## 출연
- 다미앵 보나르 - 스테판 루이즈 역
- 알렉시 마낭티 - 크리스 역
- 지브릴 종가 - 그와다 역
- 이사 페리카 - 이사 역
- 알하산 리 - 뷔즈 역
- 스티브 티앙쉬 - 시장 역
- 알마미 카누테 - 살라 역
- 나자르 벤 파트마 - 펜치 역
- 라이몽 로페즈 - 조로 역
- 잔 발리바르 - 경찰국장 역